# مسجد میرزا صفا
مسجد میرزا صفا مربوط به اواخر دوره قاجار است و در شهرستان اصفهان، بخش جلگه، روستای تاریخی قهی واقع شده و این اثر در تاریخ ۱۹ مرداد ۱۳۸۴ با شمارهٔ ثبت ۱۲۹۷۸ به‌عنوان یکی از آثار ملی ایران به ثبت رسیده است.